# کارکس اکستنسا
کارکس اکستنسا (نام علمی: Carex extensa) نام یک گونه از سرده جگن است.